# João Carlos Pereira Leite

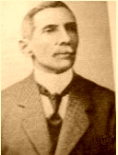
João Carlos Pereira Leite - 1916

João Carlos Pereira Leite (Cuiabá,  12 de Julho de 1861 — Cuiabá, 8 de setembro de 1933) foi desembargador, jornalista e político brasileiro com atuação no estado de Mato Grosso. 

## Biografia
João Carlos Pereira Leite foi filho do capitão reformado de artilharia e coronel honorário do Exército Brasileiro, Luís Benedito Pereira Leite, ex-presidente da província de Mato Grosso (1892), e Anna Jacintha de Sampaio Leite. O seu avô João Carlos Pereira Leite foi sargento-mor e comandante do presídio militar da antiga Villa Maria, hoje cidade de Cáceres, onde morreu como coronel de milícias e senhor da Jacobina. 
Ele foi casado com Amélia de Cerqueira Caldas, filha de Antônio de Cerqueira Caldas, Barão de Diamantino. O casamento de Pereira Leite com Dona Amélia em 12/07/1892, rendeu-lhe os filhos Bárbara Teixeira das Neves (casada pela segunda vez com o capitão Das Neves), Maria Josepha de Arruda (casada com Joaquim Corrêa de Arruda), Anna Jacintha de Mesquita (casada com José de Mesquita), Maria José de Figueiredo (casada com Joaquim de Figueiredo), Antônio de Cerqueira Pereira leite, e, ao morrer, ainda estavam solteiras as filhas, Rita, Amélia e Laura Pereira Leite, e ainda os filhos menores Benedicto e José Carlos Pereira Leite, além dos bebês que não sobreviveram à infância: Luiz Benedicto, João Carlos, Luiza e Maria da Glória.
Matriculou-se na Escola Normal de Cuiabá, em 1876, e dois anos depois tirou o diploma de normalista. Anos depois exerceria o magistério como professor do Liceu Salesiano São Gonçalo lecionando História do Brasil e Historia Universal. Acabou representando Mato Grosso no Congresso Nacional de História, em 1914. 
Em 1881 foi para São Paulo para se preparar para o curso de Ciências Jurídicas e Sociais na Faculdade de Direito de São Paulo. Matriculou-se no curso em 1885 e se formou em 04 de novembro de 1889 – matricularam-se 170 alunos e apenas metade chegou ao quinto ano. Com a queda da monarquia o governo provisório o nomeou procurador-fiscal da tesouraria de fazenda de Cuiabá. Ingressou em seguida na magistratura como juiz em Santo Antônio do Rio Abaixo, porém, com a cisão do Partido Republicano ocorrem conflitos armados em 1899, e devido a sua amizade com os chefes políticos da oposição, Generoso Ponce e João Paes de Barros, acabou exonerado do cargo. Posteriormente foi nomeado juiz federal substituto no estado de Santa Catarina, onde também foi secretário geral do governador Antônio Pereira da Silva e Oliveira e procurador fiscal do tesouro em Florianópolis. Retornou para Mato Grosso em 1907 onde foi juiz em Cuiabá, Santo Antônio do Rio Abaixo e Poconé, e então nomeado desembargador do Tribunal da Relação do Estado. Aposentaria em 1914. Antes disso, em 1908, representou Mato Grosso no Congresso Jurídico Brasileiro, e em 1914 representou Mato Grosso na inauguração da ligação dos ramais ferroviários de Porto Esperança à Campo Grande e de Campo Grande a Itapura.
Foi procurador-geral do Estado de Mato Grosso (1911-1915), durante a gestão de Joaquim Augusto da Costa Marques. Em 1915 foi eleito deputado federal, onde permaneceu por quatro legislaturas, no Rio de Janeiro, retornado para Cuiabá em 1926, quando se retirou da vida política. Acabou retornando a vida pública ao ser eleito presidente da Liga Eleitoral Católica, organização que tinha no jornal A Cruz, seu maior instrumento de propagação de ideias. Por fim, foi nomeado membro do Conselho Consultivo estadual, porém, não chegou a tomar posse.
Jornalista de destaque, dirigiu os órgãos políticos O Democrata 1896 e, O Povo 1916, dos quais também foi proprietário. Também dirigiu o jornal A Cruz, órgão da Liga Católica Mato-grossense, de que foi um dos fundadores, todos de Cuiabá.

## Referencias bibliográficas
- José de Mesquita  - Genealogia Mato-grossense
- Luis-Philippe Pereira Leite - Vila Maria dos Meus Maiores
- Estevão de Mendonça - Datas Mato-grossenses
- Nilo Póvoas - Galeria dos Varões Ilustres de Mato Grosso (Obra Póstuma), Vol. II